# Pablo Aznar Cuartero
Pablo Aznar Cuartero (Aragó, segle XX) va ser un mestre, periodista i dirigent polític a Badalona.
Mestre i periodista de professió. Va ser també president de l'Associació de Propietaris del barri de Llefià. A més, en l'àmbit periodístic també va ser propietari, fundador i director de La Voz del Barrio (1926), amb seu al barri de La Salut, una publicació que defensava els interessos de l'eixample de Badalona, i ho va ser també de la seva publicació continuadora La Voz de Badalona (1927), a més de director de La Unión de Badalona. Finalment, va ser fundador i director del setmanari local El Clamor (1930-1935).
A les eleccions municipals de 1931 es va presentar per Aliança Republicana, una coalició electoral el nucli de la qual era el Partit Radical d'Alejandro Lerroux. En aquell ocasió va ser elegit regidor i va formar part del primer consistori de la Segona República de l'Ajuntament de Badalona. Més tard va abandonar el Partit Radical i es va definir com a independent. Va militar al Bloc Obrer i Camperol (BOC), i n'era membre del comitè central el 1933. En el III Congrés del BOC, celebrat l'abril de 1934, també va ser designat membre del comitè central en representació de les comarques barcelonines. A les eleccions municipals del gener de 1934 es va presentar com a candidat a les llistes del BOC. D'altra banda, va president de l'Aliança Obrera de Badalona. Després dels fets d'Octubre va ser empresonat fins al gener de 1935.
En esclatar la guerra civil i constituir-se el PSUC, va passar a militar en aquest partit, del qual passaria a ser secretari general local. Durant un curt període, entre agost i octubre de 1937, va ser conseller de Finances de l'Ajuntament. Va morir a l'exili.